# Зеленгора (гора)
Зеленгора — гора в Республике Сербской. Высота над уровнем моря составляет 2 014 метров. Зеленгора находится на территории трех общин — Гацко, Калиновик и Фоча. Гора отличается наличием множества гляциальных озер, наиболее известны Котланичское озеро, Орловачское озеро, Штиринское озеро, Югово озеро, Доне-Баре, Горнье-Баре. Общая площадь Зеленгоры и прилегающих окрестностей составляет 160 квадратных километров. 
В годы Второй мировой войны на Зеленгоре была основана 4-я пролетарская черногорская бригада. 12 мая—13 мая 1945 года на горе прошла битва между четниками и партизанами Тито, в ходе которой движение четников было разгромлено и понесло потери, от которых в итоге не оправилось.